# Леукемија
Леукемија (грч. λευκος, „леукос-бело“ ; αιμα, „аимо-крв“) малигнитет је ћелија крви и коштане сржи, који настаје услед неконтролисаног размножавања ћелија крви и њихових претходника у коштаној сржи. Ова болест настаје најчешће из белих крвних зрнаца (леукоцита) и њихових претходника, али може настати из осталих ћелија крви. У крви и коштаној сржи оболелих од леукемије може се најчешће наћи мноштво незрелих леукоцита (бласти). Та бела крвна зрнца која нису потпуно развијена се називају прекурзорним или леукемијским ћелијама. Симптоми могу да обухватају крварење и проблеме појаве модрица, осећај умора, грозница, и повећан ризик од развоја инфекција. Ови симптоми се јављају услед недостатка нормалних крвних ћелија. Дијагноза се типично успоставља помоћу тестова крви или биопсије коштане сржи.
Прецизни узрок леукемије није познат. Сматра се да се болест јавља услед комбинације генетичких и околинских (ненаследних) фактора. Фактори ризика су пушење дувана, јонизујућа радијација, поједине хемикалије (као што је бензен), ранија хемотерапија, и Даунов синдром. Особе са породичном историјом леукемије су исто тако изложене великом резику. Постоје четири главна типа леукемије: акутна лимфоцитна леукемија (ALL), акутна мијелоцитна леукемија (AML), хронична лимфатична леукемија (CLL) и хронична мијелоидна леукемија (CML) — као и низ мање уобичајених типова. Леукемија и лимфоми припадају широј групи тумора који утичу на крв, коштану мождину, и лимфни систем, која је позната као тумори хематопоетских и лимфоидних ткива.
Третман може да обухвата неку комбинацију хемотерапије, радиотерапије, циљане терапије, и транспланта коштане сржи, уз додатак подржавајуће и палијативне неге по потреби. Одређеним типовима леукемије се може управљати чекањем под надзором. Успех третмана зависи од типа леукемије и узраста особе. Исходи су побољшани у развијеном свету. Просечна петогодишња стопа преживљавања је 57% у Сједињеним Државама. Код деце млађе од 15 година, петогодишња стопа преживљавања је у опсегу од 60 до 85%, у зависности од типа леукемије. Код деце са акутном леукемијом која су без рака након пет година, мало је вероватно да ће се рак вратити.
Године 2015, леукемија је била присутна код 2,3 милиона људи и узроковала је 353.500 смртних случајева. Године 2012. било је 352.000 ново развијених случајева. Она је најчешћи тип канцера код деце, при чему је три четвртине случајева леукемије код деце акутног лимфобластног типа. Међутим, око 90% свих случајева леукемије се дијагнозира код одраслих, од којих су AML и CLL најзаступљенији типови код одраслих. Болест се чешће јавља у развијеном свету.

## Подела
| Ћелијски тип                                           | Акутна                                                 | Хронична                            |
| ------------------------------------------------------ | ------------------------------------------------------ | ----------------------------------- |
| Лимфоцитна леукемија (или "лимфобластна")              | Акутна лимфоцитна леукемија (ALL)                      | Хронична лимфатична леукемија (CLL) |
| Мијелогена леукемија ("мијелоидна" или "нелимфоцитна") | Акутна мијелоцитна леукемија (AML или мијелобластична) | Хронична мијелоидна леукемија (CML) |

Леукемије се деле на акутне (до 20% бласти у аспирату костне сржи) и хроничне (преко 20%). Према врсти ћелија из којих настају на: лимфатичне, које настају из лимфоцита и мијелоичне леукемије, које настају из мијелоичне лозе крвних ћелија (еозинофили, неутрофили, базофили, еритроцити, мегакариоцити). На основу броја леукоцита у крви на: леукемичне, сублеукемичне и алеукемичне.
Код леукемичних је обично број измењених белих крвних зрнаца масивно повећан у крви. Сублеукемичне леукемије се карактеришу нормалним или благо повећаним бројем леукоцита у крви, док се код алеукемичних не могу наћи туморске ћелије у крви, али их зато има у коштаној сржи.

### Општа подела
Клинички и патолошки, леукемија је подељена у низ великих група. Прва подела је између његових акутних и хроничних облика:
- Акутну леукемију карактерише брзо повећање броја незрелих крвних зрнаца. Претрпаност која је резултат таквих ћелија чини коштану срж неспособном да производи здрава крвна зрнца, што резултира ниским хемоглобином и ниским бројем тромбоцита. Неопходно је хитно лечење акутне леукемије због брзог напредовања и акумулације малигних ћелија, које се потом преливају у крвоток и шире на друге органе тела. Акутни облици леукемије су најчешћи облици леукемије код деце.
- Хронична леукемија се карактерише прекомерним накупљањем релативно зрелих, али још увек абнормалних белих крвних зрнаца (или, ређе, црвених крвних зрнаца). Обично су им потребни месеци или године да напредују, мада се те ћелије производе много већом брзином од нормалних, што доводи до многих абнормалних белих крвних зрнаца. Док се акутна леукемија мора одмах лечити, хронични облици се понекад прате неко време пре лечења како би се осигурала максимална ефикасност терапије. Хронична леукемија се углавном јавља код старијих људи, али се може јавити у било којој старосној групи.

Поред тога, болести се деле према томе која врста крвних зрнаца је захваћена. Ово дели леукемије на лимфобластне или лимфоцитне леукемије и мијелоичне (myelogenous leukemia):
- Код лимфобластних или лимфоцитних леукемија, канцерогена промена се дешава у типу ћелије сржи која нормално наставља да формира лимфоците, који су ћелије имунског система које се боре против инфекција. Већина лимфоцитних леукемија укључује специфичан подтип лимфоцита, Б ћелију.
- Код мијелоидних или мијелогених леукемија, канцерогена промена се дешава у типу ћелије сржи која нормално наставља да формира црвена крвна зрнца, неке друге врсте белих крвних зрнаца и тромбоците.

Комбиновањем ове две класификације добијају се укупно четири главне категорије. Унутар сваке од ових главних категорија, обично постоји неколико поткатегорија. Коначно, неки ређи типови се обично сматрају изван ове класификационе шеме.

### Специфични типови
- Акутна лимфобластна леукемија (АЛЛ) је најчешћи тип леукемије код мале деце. Такође погађа одрасле, посебно оне са 65 и више година. Стандардни третмани укључују хемотерапију и радиотерапију. Подтипови укључују прекурзорску Б акутну лимфобластну леукемију, прекурзорску Т акутну лимфобластну леукемију, Буркитову леукемију и акутну бифенотипску леукемију. Док се већина случајева АЛЛ јавља код деце, 80% смртних случајева од АЛЛ јавља се код одраслих.[15]
- Хронична лимфоцитна леукемија (ХЛЛ) најчешће погађа одрасле особе старије од 55 година. Понекад се јавља код млађих одраслих особа, али скоро никада не погађа децу. Две трећине погођених људи су мушкарци. Петогодишња стопа преживљавања је 85%.[16] Болест је неизлечива, али постоји много ефикасних третмана. Један подтип је пролимфоцитна леукемија Б-ћелија, агресивнија болест.
- Акутна мијелогена леукемија (АМЛ) се јавља много чешће код одраслих него код деце, и чешће код мушкараца него код жена. Лечи се хемотерапијом. Петогодишња стопа преживљавања је 20%.[17] Подтипови АМЛ-а укључују акутну промијелоцитну леукемију, акутну мијелобластну леукемију и акутну мегакариобластну леукемију.
- Хронична мијелогена леукемија (CML) се јавља углавном код одраслих; веома мали број деце такође развија ову болест. Лечи се иматинибом (Gleevec у Сједињеним Државама, Glivec у Европи) или другим лековима.[18] Петогодишња стопа преживљавања је 90%.[19][20] Један подтип је хронична мијеломоноцитна леукемија.
- Леукемија власастих ћелија (ЛВЋ) се понекад сматра подгрупом хроничне лимфоцитне леукемије, али се не уклапа у ову категорију. Око 80% погођених људи су одрасли мушкарци. Нису пријављени случајеви код деце. ЛВЋ је неизлечива, али се лако третира. Преживљавање је 96% до 100% за десет година.[21]
- Т-ћелијска пролимфоцитна леукемија (T-PLL) је веома ретка и агресивна леукемија која погађа одрасле. Нешто више мушкараца него жена има дијагнозу ове болести.[22] Упркос својој општој реткости, то је најчешћи тип зреле Т ћелијске леукемије;[23] скоро све друге леукемије укључују Б ћелије. Тешко се лечи, а медијана преживљавања се мери месецима.
- Велика грануларна лимфоцитна леукемија може укључивати Т-ћелије или НК ћелије; попут леукемије власастих ћелија, која укључује искључиво Б ћелије, то је ретка и индолентна (не агресивна) леукемија.[24]
- Леукемију одраслих Т-ћелија изазива људски Т-лимфотропни вирус (HTLV), вирус сличан HIV-у. Као и HIV, HTLV инфицира CD4+ Т-ћелије и реплицира се унутар њих; међутим, за разлику од HIV-а, он их не уништава. Уместо тога, HTLV „овековечи“ заражене Т-ћелије, дајући им могућност да се абнормално размножавају. Људски Т-ћелијски лимфотропни вирус типа I и II (HTLV-I/II) су ендемични у појединим деловима света.
- Клоналне еозинофилије (такође назване клонске хипереозинофилије) су група крвних поремећаја које карактерише раст еозинофила у коштаној сржи, крви и/или другим ткивима. Могу бити пре-канцерогене или канцерозне. Клоналне еозинофилије укључују „клон” еозинофила, тј. групу генетски идентичних еозинофила који су сви израсли из исте мутиране ћелије претка.[25] Ови поремећаји могу еволуирати у хроничну еозинофилну леукемију или могу бити повезани са различитим облицима мијелоидних неоплазми, лимфоидних неоплазми, мијелофиброзе или мијелодиспластичног синдрома.[26][27][25]

### Прелеукемија
- Пролазна мијелопролиферативна болест, такође звана пролазна леукемија, укључује абнормалну пролиферацију клонова неканцерозних мегакариобласта. Болест је ограничена на особе са Дауновим синдромом или генетским променама сличним онима код Дауновог синдрома. Она се развија код бебе током трудноће или убрзо након рођења, и повлачи се у року од 3 месеца или, а код ~10% случајева, напредује у акутну мегакариобластну леукемију. Пролазна мијелоидна леукемија је прелеукемијско стање.[28][29][30]

### Акутне леукемије
Акутне леукемије се карактеришу наглим почетком и брзим развојем болести. Од симптома се најзаступљенији знаци инсуфицијенције коштане сржи (анемија, тромбоцитопенија, инфекције).
Постоје две врсте акутних леукемија:
- Акутна мијелоцитна леукемија

Чини око 80% леукемија одраслих. Настаје из мијелоидне лозе крвних ћелија, најчешће из гранулоцитне.
Учесталост је око 3/100.000 становника годишње. Претежно су старије особе оболеле.
- Акутна лимфоцитна леукемија

Ова форма се најчешће среће код деце, око 80%. Учесталост је око 1/100.000 становника годишње. Настаје из Б-лимфоцита и Т-лимфоцита.

### Хроничне леукемије
Развија полако у току година и деценија, тече прогресивно. Симптоми су у почетку благи и обично у виду повећања слезине, лимфних чворова... Најчешће се среће код старијих људи.
Такође постоје два облика.
- Хронична мијелоидна леукемија

Убраја се у мијелопролиферативне поремећаје. Учесталост је око 1/100.000 становника годишње.
- Хронична лимфатична леукемија

Убраја се у нон-Хоџгинове лимфоме (енгл. Non-Hodgin lymphoma). Учесталост је око 2-3/100.000 становника годишње. Потиче најчешће од зрелих Б-лимфоцита.

## Симптоми
Услед размножавања туморских ћелија у коштаној сржи, оне потискују здраве ћелије из којих настају остале крвне ћелије. Услед тога долази до:
- анемије, чији су симптоми обично слабост, замарање, бледа боја коже, срчане тегобе...

- тромбоцитопеније, чији су симптоми мала тачкаста крварења-петехија по кожи и слузокожи

- честих инфекција, јер је број здравих леукоцита смањен па су инфекције праћене повишеном температуром честе.

Услед инфилтрације здравих органа малигним ћелијама јављају се и симптоми попут увећања слезине, лимфних жлезда и јетре. Могу се јавити још и болови у костима, оток и крварење десни услед нагомилавања туморских ћелија, промене на кожи, главобоље и парезе кранијалних живаца због нагомилавања туморских ћелија у ликвору (лат. Meningeosis leucaemica). Ови симптоми су различито изражени код различитих типова леукемија.

## Узрок
Узрок леукемија је у већини случајева непознат. У настанку ове болести учествују генетички фактори и фактори спољашње средине.

### Генетички фактори
Пацијенти са Дауновим синдромом (тризомија 21. хромозома) имају знатно већи ризик да оболе од акутне лимфатичне леукемије од здравих људи. Такође у скорије време је откривен читав низ хромозомских аберација које су повезане са појавом леукемија.

### Фактори спољашње средине
- Јонизујуће зрачење може довести до појаве леукемије.
- Хемијске супстанце нпр. бензен такође могу изазвати настанак леукемије.
- Цитостатици
- Вируси, тако нпр. инфекција хуманим Т-лимфотропним вирусом (ХТЛВ) може довести до лимфоцитне леукемије Т-лимфоцита.

## Епидемиологија
Године 2010, глобално је приближно 281.500 људи умрло од леукемије. Године 2000, приближно 256.000 деце и одраслих широм света је развило неку форму леукемије, и 209.000 је умрло од тога. То представља око 3% од скоро седам милиона смртних случајева услед канцера те године, и око 0,35% свих смртних случајева услед било ког узрока. Од шеснаест засебних упоређених група болести, леукемија је била 12. класа по учесталости међу неопластичним болестима, и 11. најчешћи узрочник смрти везане за канцер. Леукемија се најчешће јавља у развијеном свету.

## Галерија
Патохистолошки налаза код неких облика леукемије
- Миелобласти у акутној миелоидној леукемији
- Хронична лимфатична леукемија
- Пролимфоцит код Т ћелијске пролимфоцитне леукемије
- Хронична лимфоидна леукемија